# Dave Mustaine
David Scott Mustaine (n. 13 septembrie 1961, La Mesa⁠(d), California, SUA) este un chitarist, cântăreț și compozitor american. Este cel mai bine cunoscut drept co-fondator, vocalist principal, chitarist și compozitor primar al trupei americane de thrash metal și speed metal, Megadeth, precum și ca fost chitarist principal al trupei americane de heavy metal Metallica la începutul anilor '80 (mai precis între 1981 și 1983). Mustaine se numără printre muzicienii care au pionierat genurile muzicale de thrash metal. În 2009 apare pe prima poziție în cartea lui Joel McIver, „The 100 Greatest Metal Guitarists”.

## Tinerețe
Dave Mustaine s-a născut pe 13 septembrie 1961 în La Mesa, California, Statele Unite, părinții lui fiind Emily Mustaine și John Mustaine. Mustaine are origini germane, irlandeze și franceze, din partea tatălui și evreiești din partea mamei sale.
Când aceștia au divorțat, și-a petrecut mare parte din tinerețe cu mama și sora lui mutându-se constant pentru a evita contactul cu tatăl său. La vârsta de 17 ani, Mustaine și-a închiriat propriul apartament și a făcut rost de bani vânzând droguri. Unul dintre clienții lui nu putea plăti regulat, însă lucra într-un magazin de muzică, așa că îi oferea albume de artiști de genul Iron Maiden și Judas Priest în schimb, acest lucru ajutându-l să-și formeze gusturi în materie de heavy metal. La sfârșitul anilor '70, Mustaine a început să cânte la chitară electrică și s-a alăturat formației Panic pentru scurt timp.

### Metallica
În 1981, Mustaine a părăsit formația Panic pentru a se alătura formației Metallica ca și chitarist solo. Bateristul formației Metallica, Lars Ulrich a postat un anunț într-un ziar local, The Recycler, pentru a găsi un chitarist solo. Mustaine își aduce aminte de prima lui întâlnire cu James Hetfield și Lars Ulrich: "Eram convins că ar trebui să fiu în formație și am fost să repet. Reglam instalația de sunet când toți ceilalți din formație erau în altă cameră. Nu vorbeau cu mine așa că am dat buzna în cameră și am zis 'La naiba, sunt în formație sau nu?!', 'Ai fost primit în formație.' Nu mi-a venit să cred ce ușor a fost și am sugerat să mergem la o bere să sărbătorim."

## Publicații
- Mustaine: A Heavy Metal Memoir (a.k.a. Hello Me...Meet The Real Me), HarperCollins, 2010[9] (carte scrisă împreună cu Joe Layden)
- Mustaine: A Life in Metal, HarperCollins Publishers, 2010
- Faith, God & Rock 'n' Roll, Bobcat Books, 2011 (carte scrisă împreună cu Mark Joseph)
- Rust in Peace: The Inside Story of the Megadeth Masterpiece, Hachette UK, 2020

## Discografie
Metallica
- No Life 'til Leather (1982)
- Kill 'Em All (1983)
- Ride the Lightning (1984)

Megadeth
- Killing Is My Business... and Business Is Good! (1985)
- Peace Sells... but Who's Buying? (1986)
- So Far, So Good... So What! (1988)
- Rust in Peace (1990)
- Countdown to Extinction (1992)
- Youthanasia (1994)
- Cryptic Writings (1997)
- Risk (1999)
- The World Needs a Hero (2001)
- The System Has Failed (2004)
- United Abominations (2007)
- Endgame (2009)
- Thirteen (2011)
- Super Collider (2013)
- Dystopia (2016)

MD.45
- The Craving (1996) (Doar chitară pe original. Chitară și vocal la reeditarea din 2004)

Red Lamb
- Red Lamb (2012) (Compunere, producție și vocale suplimentare necreditate)